# シオン (Plastic Treeの曲)
「シオン」は、Plastic Treeの通算33枚目のシングル。2012年9月5日発売。発売元はビクターエンタテインメント。

## 概要
前作『くちづけ』から約2ヶ月半ぶりのシングル。メジャーデビュー15周年メモリアルイヤーシングル第三弾。
通常盤A、通常盤B、初回限定盤A、初回限定盤Bの4タイプで発売。通常版のみ、初期の楽曲のセルフカバー作品を収録。通常版Aには「まひるの月 (Rebuild)」、通常版Bには「エーテルノート (Rebuild)」がそれぞれ収録されている。
また初回限定盤A・Bのみ「シオン (2012年7月8日録音・弾き語り版)」が収録。初回限定盤Aのみ「シオン Music Video」、「シオン 制作記録」を収録したDVD付き。初回限定盤Bのみ「十五周年樹念映像作品『シオン』」、「『竜太朗読会』使用VJ映像のなかから『くちづけ』(映像：歸山 幸輔、音楽：ナカヤマ アキラ、詩：有村 竜太朗)」を収録したDVDが付いている。

## 収録曲

### 通常盤A
1. シオン
  - 作詞・作曲：有村竜太朗、編曲：Plastic Tree

日本テレビ系『今夜くらべてみました』2012年9月度エンディングテーマ
2. まひるの月 (Rebuild)
  - 作詞：有村竜太朗、作曲：長谷川正、編曲：Plastic Tree
3. シオン (Instrumental)

### 通常盤B
1. シオン
2. エーテルノート (Rebuild)
  - 作詞：有村竜太朗、作曲：長谷川正、編曲：Plastic Tree
3. シオン (Instrumental)

### 初回限定盤A
CD
1. シオン
2. シオン (2012年7月8日録音・弾き語り版)
3. シオン (Instrumental)

DVD
1. シオン Music Video

### 初回限定盤B
CD
1. シオン
2. シオン (2012年7月8日録音・弾き語り版)
3. シオン (Instrumental)

DVD
1. 十五周年樹念映像作品「シオン」

## 収録アルバム
- オリジナル『インク』（#1）
- セルフカバー『Hide and Seek (Rebuild)』（通常盤A#2、通常盤B#2）